# Tsering Woeser
Tsering Woeser, també coneguda com a Woeser (en tibetà: ཚེ་རིང་འོད་ཟེར་་; en wylie: Tshe-ring 'Od-zer; en pinyin tibetà: Cering Oiser; en xinès: Öser, Wéisè o Wei Se; Lhasa, 21 de juliol de 1966), és una activista política, bloquera, poeta i assagista tibetana.

## Biografia
Woeser, de descendència tibetana i amb una part han, va néixer a Lhasa. El seu avi, d'ètnia han, fou un oficial de l'Exèrcit Nacionalista del Kuomintang, i el seu pare un oficial d'alt rang de l'Exèrcit Popular d'Alliberament. Quan era molt jove, es va traslladar amb la seva família a la zona de Kham, a la província de Sichuan occidental. El 1988, es va graduar a la Universitat de les Nacionalitats del Sud-oest, a Chengdu, en una llicenciatura en literatura xinesa. Va treballar com a periodista a Kardzé, més tard a Lhasa, i el 2003 es traslladà a viure a Pequín per problemes polítics. Woeser està casada amb Wang Lixiong, un reconegut autor que sovint escriu sobre el Tibet. Segons Reporters sense Fronteres, «Woeser és una dels pocs autors i poetes tibetans que escriu en xinès». Quan el govern xinès es va negar a donar-li un passaport repetidament durant tres anys, impedint-li així viatjar fora del país, va demandar les autoritats.

## Activisme
Woeser és l'autora del llibre 西藏 笔记 (Xīzàng Bǐjì; Notes sobre el Tibet). La Xarxa d'Informació del Tibet va informar, mitjançant fonts no identificades, que el govern havia prohibit el llibre al voltant de setembre de l'any 2003. Segons l'Organització de Nacions i Pobles No Representats poc després d'aquesta presumpta prohibició, Woeser també va ser acomiadada del seu treball i va perdre l'estatus dins el seu dānwèi —lloc de treball. Radio Free Asia va informar que continuava publicant diversos poemes i articles als seus dos blocs: el 绛 红色 的 地图 (Mapa de Maroon) que, segons l'autora, era consultat principalment per tibetans, i el Woeser blog, llegit principalment per persones de l'ètnia han. Segons Radio Free Asia, el 28 de juliol de 2006, el dos blocs foren tancats per ordre del govern, sembla que en resposta a algunes publicacions en què havia expressat felicitacions pel catorzè aniversari del dalai-Lama i va tractar d'altres temes delicats. Woeser va declarar que continuaria parlant i escrivint malgrat els intents governamentals xinesos per fer-la callar.
Durant els disturbis tibetans de 2008, Woeser i el seu marit varen ser posats sota arrest domiciliari després de parlar amb els periodistes. El desembre de 2008, foren dels primers 303 signataris de la Carta 08, manuscrit de Liu Xiaobo, sentenciat a onze anys de presó i Premi Nobel de la Pau el 2010. El juliol de 2009, Woeser fou una dels més de 100 signants d'una petició que demanava a les autoritats xineses que alliberessin el professor d'economia d'ètnia uhghur Ilham Tohti. Woeser també ha defensat públicament les accions tibetanes durant la rebel·lió tibetana de 1905, afirmant que Zhao Erfeng havia envaït la zona per «detenir brutalment les protestes tibetanes», i denuncià les atrocitats comeses per Zhao. Quan va ser guardonada amb el Premi Príncep Claus el 2011, li fou prohibit rebre el premi a l'ambaixada holandesa a la Xina.

## Obra
D'entre la seva obra, tant poètica com d'assaig, es poden mencionar Xīzàng zài shàng 西藏在上 (Viure el Tibet, poesies) (Xining, Qīnghǎi rénmín chūbǎnshè 青海人民出版社 1999); Xīzàng Bǐjì 西藏笔记 (Notes sobre el Tibet) (Guangzhou, Huāchéng chūbǎnshè 花城出版社 2003), ISBN 7-5360-3831-3; Jiànghóngsè de Nímǎ Cìrén 绛红色的尼玛次仁, a Mǎ Míngbó 马明博, Xiāo Yáo 肖瑶 (eds.): Wénhuà míngjiā huà fóyuán 文化名家话佛缘 (Beijing, Zhōngguó dàng'àn chūbǎnshè 中国档案出版社 2004), ISBN 7-80166-415-9; Jiànghóngsè de dìtú 绛红色的地图 (Taiwan, Shíyīng chūbǎnshè 时英出版社 2003), ISBN 986-7762-04-5; (Beijing, Zhōngguó lǚyóu chūbǎnshè 中国旅游出版社 2004), ISBN 7-5032-2247-6; Bākuò Jiē de cāngsāng 八廓街的沧桑, a: Jīn Zhìguó 金志国 (ed.): Xīzàng dāngdài lǚxíngjì 西藏当代旅行记 (Lhasa, Xīzàng rénmín chūbǎnshè 西藏人民出版社 2004), ISBN 7-223-01587-X o Shājié. Sishi nian de jiyi jinqu杀劫 (Memòria prohibida. El Tibet durant la Revolució Cultural) (Taiwan, Dàkuài wénhuà 大块文化 2006), ISBN 986-7291-84-0.
Traduccions al català
- —, —. El Tibet trenca el seu silenci: causes i realitat d'una revolta.  Pagès editors, 2010. ISBN 978-84-9975-025-5.

## Reconeixements
- L'any 2007 fou guardonada per la Unió d'Autors Noruecs amb el premi a la llibertat d'expressió,[16] i també va rebre la medalla a la llibertat d'expressió de l'Associació de Periodistes Tibetans.[17]
- El 2010, la International Women's Media Foundation li va atorgar el Courage in Journalism Awards.[18][19]
- El 2011, va rebre el premi Príncep Claus, dins la temàtica de trencar tabús.[15]
- El 2013, fou guardonada amb el Premi Internacional Dona Coratge.[20]